# Murat Kurnaz

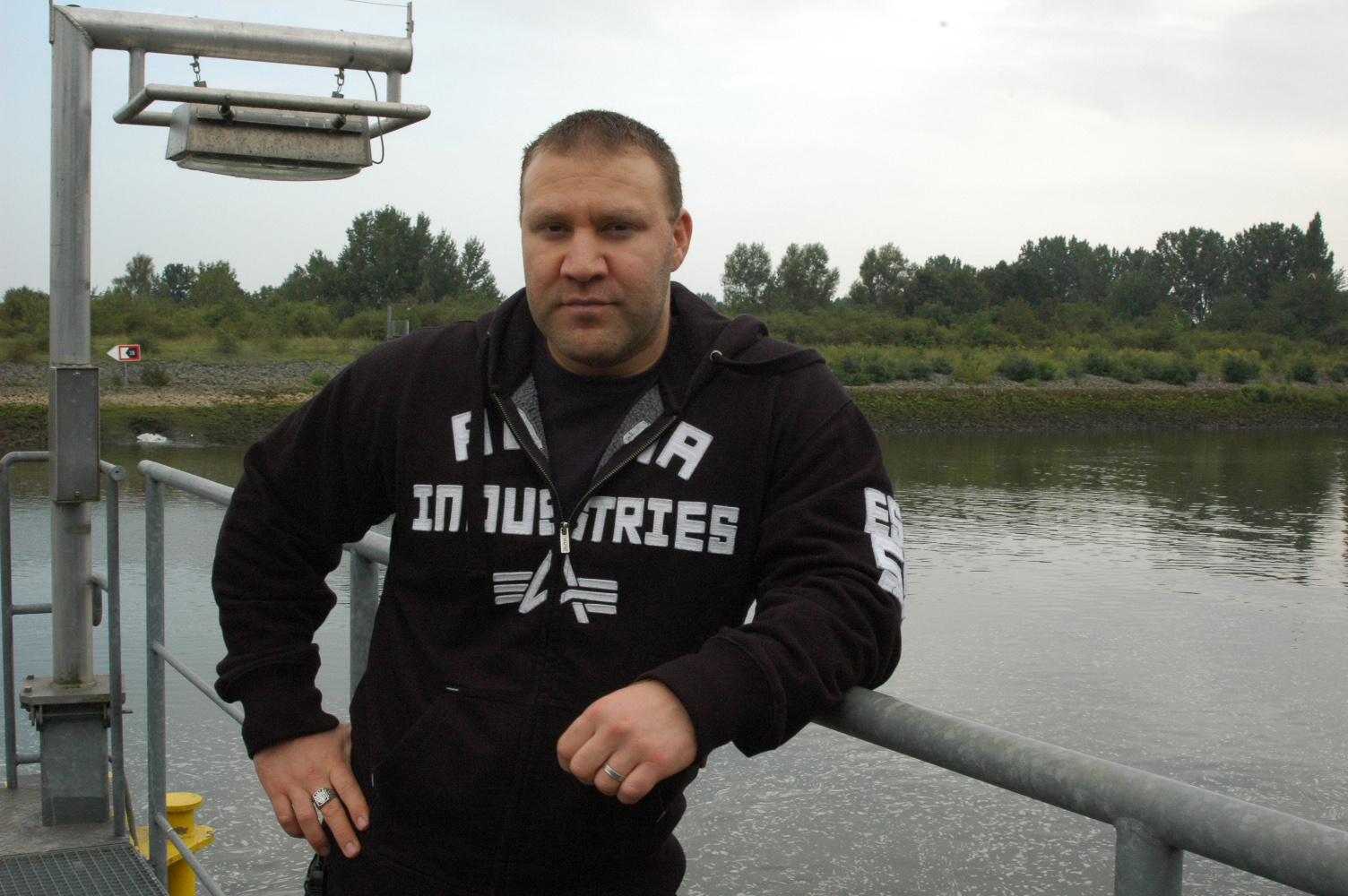
Murat Kurnaz

Murat Kurnaz, född i Bremen, är en tyskfödd turkisk man som anklagades för att ha varit delaktig i 11 september-attackerna och deporterades till Guantanamo Bay-fånglägret och hölls där i fem år. Som 19-årig åkte han till Pakistan för att lära sig mera om islam. Prisjägare överlät honom till amerikaner för 3 000 amerikanska dollar. Han togs till ett fångläger i Kandahar, där han torterades med elektriska chockar och skendränkning. I februari 2002 flögs han till Guantanamo Bay, där han misshandlades och hölls i dåliga förhållanden. Han deltog i hungerstrejker för att protestera mot människorättskränkningar.
Kurnaz har sagt att medicinska experiment gjordes på honom och andra fångar. Han fick medicin flera gånger per månad mot sin vilja, utan att veta vad det var för. Medfångar han talade med var övertygade om att nya mediciner testades på dem.
Han har berättat om en tortyrmetod då han blev tillsagd att 'du är från al-Qaida', och om han svarade nej fick han en elektrisk chock i fötterna. Om han fortsatte säga nej fortsatte det i tre-fyra timmar. Han har också vittnat om hur fångar stängs i ett rum dit kall eller het luft pumpas. Han var en gång utan mat i 20 dagar. Han utsattes också för religiösa förolämpningar. Han uppger sig ha sett folk dö.
Kort efter att han arresterats framkom det att han inte var terrorist och hade inget med 11 september-attackerna att göra.
Man planerade att släppa honom redan 2002, men eftersom varken Tyskland eller Turkiet ville ta ansvar för honom hölls han i ytterligare fyra år. Först då Angela Merkel blev förbundskansler släpptes Kurnaz, efter att Merkel personligen talat med George W. Bush.
En film med namnet 5 Jahre Leben har gjorts om hans tid i Guantanamo Bay.